# Khlui
Le khlui (thaï : ขลุ่ย , prononciation thaï :  [kʰlùj]) est une flûte à conduit de Thaïlande. Originaire de la période Sukhothai (1238-1583AD) ainsi que de nombreux autres instruments thaïlandais. Mais, il a été officiellement enregistré un instrument par le roi Trailokkanat (1431-1488), qui a défini le modèle officiel des instruments. C'est un instrument généralement en bambou, bien qu'on en fasse aussi en bois ou en plastique. Après plusieurs générations de modifications, il survit jusqu'à nos jours sous le nom de khlui phiang aw. 

## Types of khlui
Le khlui thaïlandais a garde sa beauté et son apparence depuis l’Antiquité. au fil du temps l'instrument a subi des modifications afin d'être utilisé différemment  en fonction des circonstances. Ainsi de nouveaux types de khlui ont été inventés, et à ce jour il existe trois types de khlui fondamentaux, la liste n'étant pas exhaustive.
- khlui phiang aw
- khlui phiang lib
- khlui u

### Khlui phiang aw
Khlui phiang aw est le plus populaire de tous les types de khlui. Il a un registre de hauteur modérée, ni trop haute ni trop basse. C'est un aérophone sans anche qui possède huit trous. L'embouchure est obturée par un bloc en bois massif (" dak " Thai : ก) dans lequel il a été pratiqué une petite fente. Le dak, inséré à une extrémité du tube, est taillé au diamètre de l'instrument, et il mesure généralement 5 cm de longueur. Sur le côté du dak, il y a un trou de forme carrée qui forme la lumière appelée en thai : ปากนกแก้ว ปากนกแก้ว . Le khlui possède 7 trous pour les doigts et un trou pour le pouce. Le khlui phiang aw est l’un des plus anciens instruments à vent. Son origine remonte dit-on au Ier siècle. Les khlui sont très onéreux compte tenu de la rareté du bois utilisé qui entre dans leur fabrication. Aussi, le plastique est utilisé afin de mieux le commercialiser. Le khlui est accordé une octave plus haute que le Do3. Le khlui phiang aw est généralement accordé en Si bémol ou en Do. L'instrument en Si bémol est un instrument traditionnel utilisé pour jouer des chansons thaïlandaises accompagnées par un ensemble thaïlandais, celui en Do a été modifié pour adapter au diapason international. Les deux types sont très répandus. Cependant, le khlui thaï traditionnel est légèrement plus bas que l'instrument en Si bémol moderne. Le khlui phiang aw est le plus populaire parmi tous les instruments thaïlandais et il est largement utilisé à des fins récréatives.

### Khlui lib
Le khlui lib est de loin le plus petit khlui de sa famille. Il a été conçu pour jouer avec le khlui phiang aw dans les orchestres dans lesquels il est l'instrument principal, à l'instar du ranat ek et du saw duang, par la tonalité aiguë et la sonorité distincte qu'il génère. Le khlui lib est accordé en Ré, Mi bémol ou Fa (plus élevé que le khlui phiang aw), celui en Mi bémol étant le plus répandu.

### Khlui u
Le khlui u est le plus grand de sa famille. Contrairement au khlui phiang aw et au khlui lib, le khlui u ne comporte que 6 trous de sons. Il est accordé en Mib, Fa ou Sol (plus bas que le khlui phiang aw). Il est également utilisé dans de nombreux groupes et ensembles thaïlandais.